# マイケル・ジョンソン (1973年生のサッカー選手)
マイケル・オーウェン・ジョンソン（Michael Owen Johnson, 1973年7月4日 - ）は、イングランド・ノッティンガム出身の元ジャマイカ代表サッカー選手、現サッカー指導者。現役時代のポジションはDF。

## 経歴
ノッツ・カウンティFCのユース育ちであり、1991-92シーズンに18歳でトップチームデビューした。1996-97シーズンよりバーミンガム・シティFCに移籍すると、2001-02シーズンにプレミアリーグ昇格を経験した。2002年12月26日のエヴァートンFC戦でプレミアリーグデビューを果たすが、同リーグでは6試合の出場に留まった。2007年9月から同年内はダービー・カウンティFCからシェフィールド・ウェンズデイFCに期限付き移籍。翌年2月からノッツにローンで復帰すると、同5月に完全移籍した。
2008-09シーズンを以てノッツとの契約を満了し、翌シーズンから同クラブのユース部門で監督を務めることとなった。2009年10月には、解任されたイアン・マクパーランドの後任としてデイヴ・キーヴァンと共に暫定的にトップチームを率いることが決定した。2015年7月31日、カーディフ・シティFC・U-21チームの監督に招聘された。

## 代表歴
- ジャマイカ代表 1999-

12試合出場（2006年9月26日現在）